# Jean-Baptiste Bréhéret
Jean-Baptiste Bréhéret (La Chapelle-Aubry, 14 giugno 1815 – Levuka, 12 agosto 1898) è stato un missionario francese, marista, primo prefetto apostolico delle isole Figi.

## Biografia
Jean-Baptiste Bréhéret fu il primo missionario cattolico nelle isole Figi. Partito da Tolone sul Phaéton il 23 aprile 1843, arrivò a Wallis il 30 novembre seguente. 
Nel 1844, Pierre Bataillon lo incaricò di creare la prima missione cattolica delle Figi. Si imbarcò sul Adolphe del capitano Guillaume Morvan che cercò di sbarcarlo nell'arcipelago orientale, dove ricevette il rifiuto del capo locale a cui i protestanti wesleyani avevano raccontato che i missionari cattolici fossero cannibali. Finalmente, sbarcarono a Namouka dove l'accoglienza era meno ostile, ma l'isola era poco abitata, e raggiunsero dunque Lakemba, dove il capo Finaou non li trattò molto bene.
Dopo 7 anni molto difficili, il 15 agosto 1851, Bréhéret con altri due compagni, arrivò a Taveuni dove il capo, protestante, li fece espellere l'anno seguente.
Finalmente, installatosi a Levuka, nell'isola di Ovalau, Bréhéret fece costruire due baleniere per fare il giro dell'arcipelago e diventa il "capitano" Bréhéret. Ma le persecuzioni continuavano e il governatore degli Possedimenti francesi dell'Oceania, Le Bris, dovette minacciare ripetutamente il capo di Levuka.
Nel 1863 fu eretta la prefettura apostolica delle Figi e Bréhéret fu nominato prefetto. Nel 1874 con l'annessione delle isole da parte della Gran Bretagna cessarono le persecuzioni.
Jean-Baptiste Bréhéret morì a Levuka senza essere mai tornato in Francia. Al suo funerale i missionari protestanti gli resero un vibrante omaggio, dimostrando che i tempi delle ostilità fra missionari cattolici e protestanti era profondamente cambiato.